# Max Rosenthal (Richter)
Max Ludwig Alfred Rosenthal (* 18. Januar 1868 in Glogau, Landkreis Glogau, Provinz Schlesien; † 19. September 1930 in Leipzig) war ein deutscher Reichsgerichtsrat.

## Leben
Rosenthal wurde 1888 im Corps Hasso-Borussia Freiburg recipiert. 1890 wurde auf den preußischen Landesherrn vereidigt. 1900 wurde er zum Staatsanwalt ernannt. 1909 wurde er zum Landrichter und zum Landgerichtsrat befördert. 1911 wurde er Landgerichtsdirektor in Berlin. 1914 kam er zur Reichsanwaltschaft. Am 16. November 1918 kam er als erster Rat nach der Novemberrevolution an das Reichsgericht. Tätig war er u. a. im IV. Strafsenat des Reichsgerichts und III. Strafsenat des Reichsgerichts.